# Renault 30
La Renault 30 è una autovettura di fascia alta prodotta dalla casa automobilistica francese Renault tra il 1975 ed il 1984.

## Genesi e debutto
Con il pensionamento, nel 1960, della Frégate la fascia delle vetture di segmento superiore della Renault rimase scoperto: la Renault 16 era andata a posizionarsi un gradino sotto la Frégate e non ne raccoglieva che in parte l'eredità. Sarebbe stato necessario un secondo modello, con i costi per la progettazione e la realizzazione ex-novo piuttosto elevati. La soluzione fu la creazione di una joint-venture con i rivali della Peugeot fondando il 22 aprile 1966 la FM Mecanique con sede a Douvrin, finalizzata alla progettazione e alla realizzazione di motori in comune. Inizialmente i vertici Renault ipotizzarono l'utilizzo di un altro marchio per la nuova ammiraglia di casa, ad esempio il marchio Salmson, dal 1957 di proprietà della casa e noto specialmente negli anni trenta per le sue vetture di fascia alta. Tra le altre soluzioni ipotizzate vi era anche il sistema di sospensioni idropneumatiche, in modo da creare una vettura che potesse confrontarsi ad armi pari con la Citroën DS.
Nel 1967 Amedeo Gordini realizzò un motore V8 da 3 litri e lo mostrò alla dirigenza della Régie. Questi ultimi, già l'anno seguente fecero realizzare dagli addetti ai lavori un prototipo di una vettura denominato Proto H V8. Si trattava di una grossa berlina a due volumi con portellone. Di lì a poco fu avviato il progetto R, destinato a concretizzarsi con la nuova ammiraglia Renault. Sapendo di non poter competere in termini d'immagine con concorrenti come BMW 2500 e Mercedes-Benz 250 W114, la Renault decise di proporre qualcosa di diverso anche rispetto alle sue potenziali concorrenti più dirette (tutte a tre volumi e con trazione posteriore), che si chiamavano Ford Granada, Opel Commodore e Triumph 2500. L'impostazione del nuovo modello doveva essere quella suggerita dal modello Proto H V8. Ben presto ci si rese conto che i costi per lo sviluppo e la produzione in serie di un motore V8 erano troppo alti, per cui si scelse di ripiegare verso un V6. Il V8 fu quindi accantonato insieme alla costosa soluzione delle sospensioni idropneumatiche. Il progetto, a questo punto, prese il nome di progetto 127. Fu nel 1971 che l'accordo tra Renault e Peugeot prese forma e venne avviata la progettazione del nuovo V6, un motore che diverrà noto con la sigla di PRV e che coinvolgerà anche la svedese Volvo (fu proprio la Volvo, con il modello 264 a far debuttare il nuovo V6).
Presentata nel marzo 1975 al Salone dell'automobile di Ginevra, la vettura fu battezzata come Renault 30: fu la prima Renault del dopoguerra a montare un motore con frazionamento superiore ai 4 cilindri.

### Design esterno ed interno
Esteticamente la 30 si presentava come una trasposizione dei concetti espressi dalla 16 verso un segmento più alto e vantava un aspetto abbastanza imponente, anche se come ingombri manteneva un certo distacco dai 4.68 metri delle Mercedes-Benz 280 W114. Il frontale, piuttosto semplice, era caratterizzato dai gruppi ottici a doppi proiettori circolari, mentre le luci di posizione era situate in basso, sotto il paraurti, accanto agli indicatori di direzione. Semplicità anche lungo la fiancata, che evidenziava la presenza di tre finestrini per lato. La linea di cintura non era molto alta in rapporto al disegno della fiancata e le maniglie porta erano sottolineate da una modanatura che creava un angolo tra la zona superiore della carrozzeria e quella inferiore, rendendo più elegante la vista d'insieme grazie all'effetto di luce realizzato. La coda, caratterizzata dal robusto montante posteriore assai inclinato era caratterizzata da grandi fari rettangolari a sviluppo orizzontale.
L'abitacolo era ampio e spazioso, con un bagagliaio che in configurazione standard aveva una capacità di 400 litri, ma che abbattendo lo schienale (che peraltro non si ribaltava, ma andava "appeso" al soffitto) poteva raggiungere una volumetria di 1200 litri. La vettura era proposta in un'unica versione ed in un solo allestimento denominato TS. In generale, il livello di equipaggiamento era completo ed all'altezza delle principali concorrenti, e comprendeva tra l'altro: servosterzo, vetri elettrici anteriori e chiusura centralizzata. Il cruscotto era a quattro strumenti circolari ed oltre a tachimetro e contagiri comprendeva anche l'orologio, l'indicatore del livello carburante, della carica della batteria e della temperatura dell'olio, più una serie di spie luminose comprendenti le luci di emergenza, l'indicatore della farfalla aperta, dell'azionamento delle frecce e dell'accidentale mal chiusura delle portiere. I sedili anteriori potevano essere completamente abbattuti all'indietro per poter ottenere due lettini. Per contro, uno degli aspetti che la penalizzavano rispetto ad almeno gran parte della concorrenza, stava nei materiali economici e nelle scarse finiture. Per ovviare a ciò, venne introdotto come optional il pacchetto dei sedili in pelle, che rendeva più lussuoso l'ambiente interno.

### Struttura, meccanica e motori
Durante la progettazione si è dato molto peso al fattore sicurezza, un aspetto profondamente studiato dalla Casa francese fino al 1974, quando fu presentato il veicolo sperimentale BRV, uno studio sulle soluzioni applicabili alla scocca per ottenere un alto livello di sicurezza passiva e quindi limitare la probabilità di seri danni agli occupanti in caso di impatto. Tra le soluzioni adottare dalla vettura, oltre ai nuovi longheroni e traverse in acciaio posti nella zona frontale ed in quella di coda, vanno segnalate le barre antintrusione sulle portiere anteriori e due elementi in acciaio situati proprio dietro i duomi degli ammortizzatori anteriori, una soluzione che in caso di impatto frontale impediva l'arretramento dei duomi stessi verso l'abitacolo. Per assicurare una maggior rigidità della scocca, tre piccole traverse in acciaio sono state saldate nel tetto.
Dal punto di vista della meccanica telaistica, montava sospensioni a ruote indipendenti sui due assi, ed in particolare di tipo MacPherson all'avantreno e con bracci oscillanti al retrotreno. Completavano il quadro le molle elicoidali, gli ammortizzatori idraulici telescopici e le barre antirollio su entrambi gli assi. L'impianto frenante era a quattro dischi con servocomando e ripartitore di frenata, mentre lo sterzo era a cremagliera, anch'esso servoassistito.
Al suo debutto era prevista in un'unica motorizzazione, consistente nel V6 PRV da 2664 cm³, montato a sbalzo sull'asse anteriore ed alimentato con due carburatori, in particolare un doppio corpo e un monocorpo. La potenza massima era di 131 CV a 5500 giri/min. Il cambio era del tipo manuale a 4 marce, ma in alternativa era disponibile a richiesta con sovrapprezzo un cambio automatico a 3 rapporti. Tale cambio era interfacciato al motore mediante una frizione monodisco a secco. Il sistema frenante era composto da quattro dischi su tutte le ruote.

## Evoluzione
La carriera cominciò tra mille difficoltà: la principale fu da ricondurre alla crisi petrolifera, nata nel 1973, ma che al momento del debutto dell'ammiraglia francese stava ancora facendo sentire chiaramente i suoi effetti nel mondo. Una vettura di grossa cilindrata come la Renault 30 non poteva avere vita facile in un periodo del genere. Inoltre, l'atipicità della carrozzeria due volumi a cinque porte applicata ad una vettura di segmento E era vista con perplessità da non pochi potenziali clienti. Andando avanti, le difficoltà di progettazione del V6 PRV ed alcune ingenuità commesse durante lo sviluppo dello stesso hanno portato all'ottenimento di un motore non molto potente, neppure in rapporto all'epoca, con la conseguenza che le prestazioni velocistiche massime della vettura erano poco brillanti, a fronte di consumi esagerati. A velocità autostradali si potevano anche percorrere solo 5.5 km con un litro di benzina.
Nel 1976 dalla 30 derivò la più economica Renault 20, destinata ad affiancare ed in seguito a sostituire la R16, con motori 4 cilindri e frontale semplificato (2 fari rettangolari anziché 4 circolari, paraurti più sottili e allestimenti interni meno raffinati).
All'inizio del 1977 la 30 subì una rivisitazione al motore: venne eliminato il carburatore monocorpo, lasciando solo il doppio corpo. I consumi ebbero un leggero calo, ma solo in certe condizioni di utilizzo e per contro diminuiva anche la potenza massima che a questo punto si fermava a 125 CV.

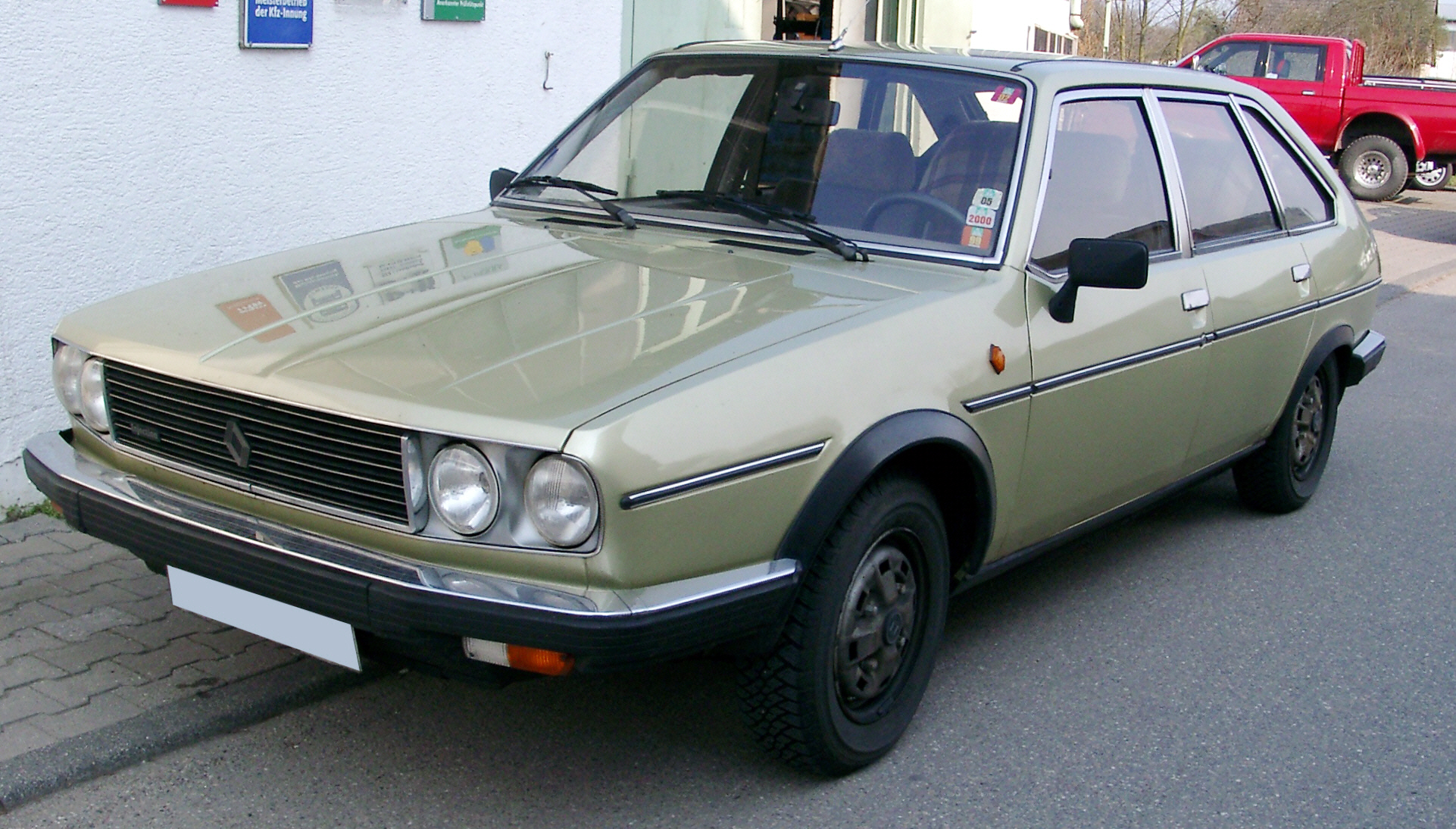
30 TX

Nel 1979 arrivò la 30 TX, presentata già al salone dell'automobile di Parigi nell'ottobre dell'anno precedente. La vettura era dotata di un equipaggiamento più completo, comprendente nuovi cerchi in lega dal disegno specifico, tettuccio apribile elettrico e vetri elettrici su tutte e quattro le porte. Meccanicamente, il motore beneficiò dell'alimentazione ad iniezione Bosch K-Jetronic e la potenza massima crebbe fino a 142 CV. Venne anche montato un nuovo cambio a 5 marce (rimase in ogni caso disponibile l'automatico a 3 rapporti). La crisi petrolifera del 1973 fu a quel punto più lontana rispetto a quando la prima 30 TS fece il suo debutto, ma nello stesso anno si verificò la seconda crisi petrolifera degli anni settanta.
Nel luglio del 1981 vi fu l'introduzione della 30 Turbo D, dotata di propulsore a gasolio da 2.1 litri sovralimentato grazie ad un turbocompressore Garrett dotato di intercooler. Il cambio era lo stesso della TX. Il lancio di questa nuova versione fu anche l'occasione per rivisitare gli interni. Contemporaneamente venne tolta dai listini la 30 TS a carburatore.
Da quel momento cominciò la fine della carriera commerciale della Renault 30 e non si ebbero più novità di sorta; fu così che alla fine del 1983 la produzione terminò e nel 1984, con la presentazione della nuova Renault 25.

## Riepilogo caratteristiche
| Modello            | Sigla progetto | Motore     | Cilindrata cm³ | Alimentazione                                        | Potenza CV/rpm | Coppia Nm/rpm | Cambio/ N°rapporti | Massa a vuoto (kg) | Velocità max | Consumo (l/100 km) | Anni di produzione | Prezzo al debutto |
| Versioni a benzina |                |            |                |                                                      |                |               |                    |                    |              |                    |                    |                   |
| 30 TS              | R1273          | Z7V        | 2664           | 1 carburatore doppio corpo + 1 carburatore monocorpo | 131/5500       | 201/2500      | M/4                | 1.320              | 185          | 11.6               | 03/1975-07/1976    | 49.800            |
| 30 TS              | R1275          | Z7V        | 2664           | 1 carburatore doppio corpo                           | 125/5000       | 204/2500      | M/4                | 1.318              | 177          | 11.6               | 08/1976-07/1981    | -                 |
| 30 TX              | R1278          | Z7V        | 2664           | Iniezione Bosch K-Jetronic                           | 142/5500       | 219/3000      | M/5                | 1.340              | 188          | 12.8               | 10/1978-12/1983    | 57.000            |
| Versioni a gasolio |                |            |                |                                                      |                |               |                    |                    |              |                    |                    |                   |
| 30 Turbo D         | R1270          | J8S-852-10 | 2068           | Turbodiesel Iniezione indiretta                      | 85/4250        | 181/2000      | M/5                | 1.255              | 160          | 8.1                | 07/1981-12/1983    | -                 |

### Produzione negli anni
| 1975   | 1976   | 1977   | 1978   | 1979   | 1980   | 1981   | 1982   | 1983  |
| 17.474 | 32.485 | 22.515 | 19.963 | 22.438 | 11.521 | 12.695 | 15.586 | 5.516 |